# Paráznaság
A paráznaság (görög: porneia, latin: fornicatio) vagy paráználkodás két személy házasságon kívüli szexuális érintkezése.
Az emberiség történelme során a paráznaságot a különböző kultúrákban és vallásokban többnyire bűnnek tekintették, amelyet büntetés vagy kiközösítés kísért. Bizonyos kultúrákban, pl. az ókori Mezopotámiában ugyanakkor megtalálható volt a „szent prostitúció”.
Az ábrahámi vallásokban az egyik fő bűnnek tartják.

## Etimológia
A magyar etimológiai szótár szerint a parázna dél-szláv eredetű szó: szerb-horvát prazan, prazna (‘üres, haszontalan’), szlovén prazniv (‘parázna’). Feltehetőleg a szerb-horvát nőnemű alakot vette át a magyar (ejtéskönnyítő hanggal), amelynek egyes származékai tanúsága szerint lehetett ‘buja’ jelentése is.
A leginkább paráznaságnak fordított görög nyelvű porneia (πορνεία) az Újszövetségben huszonhat alkalommal van megemlítve, és az értelmezései a különböző említési helyeken: tiltott szexuális kapcsolat, homoszexualitás, leszbikusság, állatokkal való szexuális érintkezés stb.; átvitt értelemben pedig bálványimádás.

## Kereszténység
A kereszténységben a tízparancsolat elleni bűn.

### Katolikus egyház
A katolikus erkölcsi tanításban halálos bűn.
Katolikus értelemben a paráznaság egy átfogó fogalom, bármi ami a hatodik parancs megszegése, sokféle nemi tevékenységet felölel, melyek magukban is külön bűnfajták ill. súlyosbító tényezők. A  katolikus erkölcs szerint az utódnemzés (szentségi [=templomban kötött] házasságban) a nemi tevékenység egyik elsőrendű célja, ezért tág értelemben véve minden nemi tevékenység paráználkodás, mely öncélú, nem irányul fajfenntartásra; természetellenes; szűken véve pedig: nem házasságban történik. Tág értelemben idetartozik az önkielégítés (maszturbáció), szodómia (homoszexualitás és bestialitás), vérfertőzés (incesztus) házasságtörés (adultérium), szoros értelemben pedig a házasságon kívüli/házasság előtti, valamint a pénzért létesített nemi kapcsolat (prostitúció) és a fogamzásgátlás különféle formái (házastársak között is): óvszer, tabletta, sterilizáció, megszakított közösülés (A bibliai Onán bűne, melyért őt Isten halállal sújtotta).
Aquinói Szt. Tamás szerint paráznaság vagyis halálos bűn, ezen kívül még a házasság előtt a csókolózás (francia csók), illetve bármi, ami egy futó (in passim) csóknál (puszi) tovább tart, illetve a nyelv is részt vesz benne.
Aquinói Szt Tamás és Liguori Szt Alfonz mindketten tanították, hogy az orális szex is paráznaság, vagyis halálos bűn.
A katolikus tanítás megértéséhez, különösen ami a házasságtörést illeti, érdemes megemlíteni, hogy a Jézus korabeli zsidó törvény megengedte a válást; Jézus ezt megtiltja, ami azt jelenti, hogy Jézus a nemi erkölcs terén a korabeli zsidó/farizeus erkölcsnél szigorúbb álláspontot képviselt. Amikor Jézus adott esetben megbocsát a nemi kihágásokért (pl házasságtörő asszonynak) az nem jelenti azt, hogy a házasságtörést jónak, vagy házasságtörésért való megkövezést rossznak tartaná. Ha a Jézus Isten Fiaként lelkekbe látott, akkor látta hogy az asszony megbánta-e bűnét vagy sem, ilyen alapon megbocsáthatott neki. Hasonló okból bocsáthatott meg egy tettét megbánt gyilkosnak, rablónak (pl a jobb lator), anélkül hogy a gyilkosságot vagy rablást jónak tartotta volna, vagy a gyilkosság/rablás büntetésének eltörlését képviselte volna. Jézus szigorúsága nemi erkölcs tekintetében abból is kiviláglik, hogy "aki bűnös szándékkal néz asszonyra, szívében már házasságot tör." (A bűnös szándék mértékét Szalézi Szt. Ferenc tisztázza.) Ez azt jelenti hogy a pornográf tartalmak szándékos nézése is halálos bűn. Krisztus ugyanitt beszél arról, hogy "Ha pedig jobb kezed visz bűnre, vágd le, és dobd el magadtól, mert jobb neked, ha egy vész el tagjaid közül, mintha egész tested vettetik a gyehennára”, ami a korabeli szóbeli hagyományban (melyet később a Talmud összegzett) az önkielégítésre utalt.
A keresztény egyházatyák és egyháztanítók ez alapon vallották és tanították, hogy a paráznaság halálos bűn.

## Iszlám
Az iszlámban szigorúan tilos a a házasságon kívüli szex (paráznaság). Egyes muszlim országokban, mint például Szaúd-Arábia, Pakisztán, Afganisztán, Irán, Kuvait, Maldív-szigetek, Marokkó, Omán, Mauritánia, Katar, Szudán, és Jemen, a házasságon kívüli szexuális tevékenység minden formája államilag illegális. Tulajdonosuknak rabszolgáikkal való közösülése mindenhol természetes.